# Тихон Задонський
Святитель Тихон Задонський або рідше Тихон Воронізький (в миру при народженні Тимофій Савич Кирилів, потім Соколів, 1724, Село Короцьке, Губернія Новгородська, Імперія Всеросійська — 24 серпня 1783, Задонський монастир, Імперія Всеросійська) — Святитель (Єпископ) Руської Церкви часів Царської Росії, Святитель Воронізький і Єлецький, богослов, один з найвідоміших православних релігійних просвітителів XVIII ст. відомий під іменем Руського Златоуста. Одна з Духовних Чад Святителя Преподобна Олена Флорівська належить до Собору Святих Жінок, які опікуються Старим і Новим, Сучасним Києвом, Столицею Народної, Спільної Справи Української.

## Життєпис
Народився в 1724 році в селі Короцко Валдайського повіту Новгородської губернії в сім'ї бідного псаломщика Савви Кирилова. Нове прізвище — Соколов, була присвоєна йому у Новгородській духовній семінарії.
Микола Олександрович Мотовилов, відомий як служка отця Серафима Саровського у своїй книзі «Записки Миколи Олександровича Мотовилова, служки Божої Матері і преподобного Серафима» згадує деякі обставини канонічного прославлення святителя Тихона. Посилаючись на слова митрополита Антонія, Микола Мотовилов звертає увагу, що у справі відкриття мощей і прославленні святителів Митрофана Воронезького і Тихона Задонського дуже допоміг Олексій Олександрович Павлов, чиновник при обер-прокурорі Священного синоду, зять генерала Олексія Єрмолова.